# Granarolo dell’Emilia
Granarolo dell’Emilia (emilián nyelven Granarôl) település Olaszországban, Emilia-Romagna régióban, Bologna megyében. Lakosainak száma 12 757 fő (2023. január 1.). Granarolo dell’Emilia Bentivoglio, Budrio, Castenaso, Bologna, Castel Maggiore és Minerbio községekkel határos.

## Népesség
A település lakossága az elmúlt években az alábbi módon változott:
| Lakosok száma | 10 022 | 12 032 | 12 757 |
|               | 2008   | 2018   | 2023   |